# 皮夫齊
49°54′56″N 31°4′45″E / 49.91556°N 31.07917°E
皮夫齊（烏克蘭語：Півці）是位於烏克蘭北部的村莊，由基辅州奧布希夫區的勒日希夫市鎮負責管轄。該村始建於1650年，面積3.12平方公里，海拔高度152米，2001年人口414，人口密度每平方公里132.7人。